# 맨눈 해부학
맨눈 해부학(gross anatomy) 또는 육안 해부학은 가시적 또는 거시적 수준에서 해부학을 연구하는 것이다. 육안해부학에 대응하는 분야는 현미경적 해부학을 연구하는 조직학 분야이다. 인체나 다른 동물의 총체적인 해부학은 유기체의 구성 요소 사이의 관계를 이해하여 해당 구성 요소의 역할과 생명 기능을 유지하는 데 있어서의 관계를 더 잘 이해하려고 한다. 육안 해부학 연구는 해부를 사용하여 죽은 유기체에 대해 수행하거나 의료 영상을 사용하여 살아있는 유기체에 대해 수행할 수 있다. 인간의 전체적인 해부학에 대한 교육은 대부분의 의료 전문가를 위한 훈련에 포함된다.

## 같이 보기
- 해부학
- 조직학
- 표면해부학